# Pogled na Delft
Pogled na Delft (niz. Gezicht op Delft) je ulje na platnu nizozemskog slikara Johannesa Vermeera koji je obilježio nizozemsko slikarstvo u 17. stoljeću. Riječ je o djelu kojim je Vermeer naslikao svoj rodni grad te je jedno od njegovih najpoznatijih radova. Slika je nastala kada prikazi grada nisu bili uobičajena pojava u slikarstvu dok je slikar koristio poentilistički stil kao i u ranijem djelu Malena ulica.
Djelo se nalazi u haškom muzeju Mauritshuis te se spominje u djelu U potrazi za izgubljenim vremenom francuskog književnika Marcela Prousta.
2011. godine Kraljevska nizozemska kovačnica je prigodno izdala zlatne i srebrne kovanice sa slikom Pogleda na Delft.

## Vidjeti također
- Malena ulica

## Vanjske poveznice
- Podatci o slici na stranicama muzeja